# Trận Pelusium (343 TCN)
Trận Pelusium lần thứ hai năm 343 TCN là một trận chiến giữa quân đội Ba Tư và quân đội Ai Cập. Cả hai bên đều sử dụng lính đánh thuê từ Hy Lạp. Trận chiến diễn ra ở thành Pelusium nằm trên bờ biển ở cực đông của Châu thổ sông Nin. Quân Hy Lạp bên phía Ai Cập được chỉ huy bởi tướng Philophron. Cuộc tấn công đầu tiên từ phía Ba Tư là của quân Thebes được chỉ huy bởi Lacrates. Quân Ba Tư do đích thân Hoàng đế Artaxerxes III chỉ huy trong khi Nectanebo II là chỉ huy bên phía Ai Cập.

## Những chiến dịch trước đó của Artaxerxes
Năm 351 TCN, trước chiến thắng tại Pelusium Artaxerxes III, đã phát động một chiến dịch đánh Ai Cập nhằm tái chiếm vùng đất này. Người Ai Cập đã khởi nghĩa và giành độc lập trong thời gian mà cha ông Artaxerxes II còn tại vị. Cùng lúc đó, khởi nghĩa nổ ra ở Tiểu Á và đã trở nên nghiêm trọng khi phiến quân nhận được sự trợ giúp từ quân Thebes. Tuyển được một đội quân lớn, Artaxerxes hành quân đến Ai Cập và đại chiến với Nectanebo II. Sau một năm giao tranh, pharaon Ai Cập Nectanebo gây ra một thất bại nặng nề cho người Ba Tư với sự giúp đỡ của lính đánh thuê được chỉ huy bởi hai tướng người Hy Lạp là Diophantus và Lamius. Artaxerxes buộc phải rút quân và trì hoãn kế hoạch đánh Ai Cập của mình.

## Giao tranh

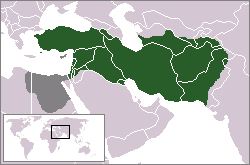
Đế quốc Ba Tư trước khi Artaxerxes III lên ngôi (màu lục) và những chiến dịch và đàn áp các cuộc nổi dậy (màu xám tối)

Năm 343 TCN, ngoài 33 vạn quân người Ba Tư, Artaxerxes còn có thêm một đội quân gồm 14.000 người Hy Lạp được cung cấp bởi các thành phố Hy Lạp ở Tiểu Á. 4000 trong số đó nằm dưới sự chỉ huy của Mentor, bao gồm cả những người mà ông ta đưa đến để hỗ trợ Tennes từ Ai Cập; 3.000 người được gửi đến bởi Argos; và 1000 đến từ Thebes. Artaxerxes chia toán quân thành 3 nhóm, và đặt đi đầu mỗi nhóm một người Ba Tư và một người Hy Lạp. Những chỉ huy người Hy Lạp bao gồm Lacrates của Thebes, Mentor của Rhodes và Nicostratus Argos trong khi người Ba Tư do Rhossaces, Aristazanes và Tổng thái giám Bagoas chỉ huy. Nectanebo II đích thân dẫn một đội quân 10 vạn người và được sự hỗ trợ của 2 vạn lính đánh thuê Hy Lạp. Nectanebo II chiếm giữ sông Nin và các chi lưu của nó bằng lực lượng thủy quân hùng hậu của mình. Đặc điểm của vùng đất, bị cắt ngang bởi vô số kênh rạch và những thành trị chắc chắn, giúp ông ta giữ được địa lợi và chiếm thế thượng phong. Nó giúp Nectanebo II có thể thực hiện một cuộc kháng chiến trường kỳ, cho dù nó không thành công. Nhưng do thiếu tướng giỏi và quá tự tin vào tài năng chỉ huy của mình, Nectanebo II bị tướng lĩnh Hy Lạp phản bội và quân đội của ông bị liên quân Ba Tư đánh bại.
Sau thất bại của mình, Nectanebo II vội vã trốn chạy về Memphis, đế mặc các thành trì được giữ bởi quân đồn trú trong thành. Những đội quân đồn trú này được hợp lại từ quân Hy Lạp và quân Ai Cập. Các tướng Ba Tư đã dùng kế và khiến hai bên nghi kỵ lẫn nhau. Điều này giúp người Ba Tư dễ dàng loại bỏ nhiều một loạt thành trì kiên cố ở Hạ Ai Cập và có thể nam hạ xuống Memphis một cách nhanh chóng. Khi đại quân Ba Tư đến gần trước thành, Nectanebo quyết định tẩu thoát khỏi Ai Cập và chạy về phía nam tới Ethiopia. Quân đội Ba Tư hoàn toàn đánh bại người Ai Cập và chiếm giữ vùng Hạ của Châu thổ sông Nin. Sau khi Nectanebo bỏ trốn tới Ethiopia, toàn Ai Cập rơi vào tay Artaxerxes. Những người Do Thái ở Ai Cập được đưa đến Babylon hoặc phía nam biển Caspi, cùng địa điểm với nơi mà những người Do Thái từ Phoenicia được đưa đến trước đó.
Sau chiến thắng này trước người Ai Cập, Artaxerxes ra lệnh phá huỷ toàn bộ tường thành, bắt đầu một kỷ nguyên khủng bố, cướp bóc của cải và tàn phá các đền miếu xứ này. Ba Tư thu thập được lượng lớn của cải từ những vụ cướp bóc này. Artaxerxes ra lệnh đánh thuế thật nặng với mục định làm suy yếu Ai Cập đủ để nó không bao giờ có thể nổi dậy chống lại Ba Tư nữa. Trong vòng 10 năm mà Ba Tư kiểm soát Ai Cập, các tín hữu của các tôn giáo bản địa liên tục khủng bố trong khi các kinh điển đều bị đánh cắp. Trước khi ông ta trở về Ba Tư, Artaxerxes đã bổ nhiệm Pherendares làm satrap của Ai Cập. Từ những của cải thu thập được từ cuộc tái chinh phục Ai Cập, Artaxerxes có thừa tiền để thưởng cho lính đánh thuê của ông ta. Ông quay trở về kinh đô sau khi hoàn thành cuộc xâm Ai Cập thành công mỹ mãn của mình.